# Trichosirocalus
Trichosirocalus là một chi bọ cánh cứng bản địa của Cựu Thế giới.

## Các loài
- Trichosirocalus horridus Panzer, 1801
- Trichosirocalus troglodytes